# آمبوهیتانتلی
آمبوهیتانتلی (Ambohitantely) نام یک منطقه حفاظت‌شده طبیعی در استان آنتاناناریوو ی کشور ماداگاسکار است. مساحت این منطقه حفاظت‌شده ۵۶۰۰ هکتار و آب و هوای آن گرمسیری است. دمای هوا در این منطقه میان ۱۱ تا ۲۲ درجه سانتیگراد نوسان دارد. گونه‌های جانوری در آن بیشتر از پرندگان، پستانداران و خزندگان و بیشترین گونه گیاهی در این منطقه نخل زینتی است. قوم ساکن در منطقه قوم مرینا است.
برای گردشگران هتلی در منطقه به نام آنکازوب (Ankazobe) وجود دارد.